# میرمحمود یگانلی
میرمحمود یگانلی (زادهٔ ۱۳۳۳ در ارومیه) نمایندهٔ حوزهٔ انتخابیهٔ ارومیه در دورهٔ ششم مجلس شورای اسلامی بوده‌است.